# Lindsey Meadows
Lindsey Meadows (Cleveland, Ohio; 10 de abril de 1982) es una actriz pornográfica estadounidense. Ingresó a la industria del cine adulto en el 2004, teniendo aproximadamente 22 años.

## Premios
- 2008 Premios AVN nominada – Estrella anónima del año[2]
- 2008 Premios AVN nominada – Mejor Escena de Sexo POV – POV Pervert 7[2]
- 2008 Premios AVN nominada – Mejor Escena de Sexo POV – Fresh Meat 23[2]
- 2008 Premios F.A.M.E. finalista – Estrella más Subestimada[3]
- 2009 Premios AVN nominada – Mejor Escena de Sexo Oral – Tristan Taormino's Expert Guide to Oral Sex 2: Fellatio[4]
- 2009 Premios AVN nominada – Mejor escena de sexo tres vías – Sweat 3[4]
- 2009 Premios AVN nominada – Estrella anónima del año[4]
- 2009 Premios XRCO nominada – Sirena anónima[5]
- 2010 Premios AVN nominada – Mejor actriz de reparto – The Price of Lust[6]
- 2011 Premios AVN nominada – Mejor escena de sexo grupal – Out Numbered 5[7]